# الی لیبرت
اَلی لیبرت (انگلیسی: Ali Liebert؛ زادهٔ ۲۰ اوت ۱۹۸۱) بازیگر، تهیه‌کننده فیلم و مانکن اهل کانادا است. وی از سال ۲۰۰۳ میلادی تاکنون مشغول فعالیت بوده‌است.
از فیلم‌ها یا برنامه‌های تلویزیونی که وی در آن نقش داشته‌است، می‌توان به اعجوبه، لوک افغان، کایل ایکس‌وای و فرینج اشاره کرد.
وی تاکنون دو مرتبه برندهٔ جایزهٔ لیو و یکبار نیز برندهٔ جایزه هنرهای تصویری کانادا شده است.

## جوایز و نامزدی‌ها
| سال  | جایزه                      | شاخه                                                               | اثر                           | نتیجه    | منبع  |
| ---- | -------------------------- | ------------------------------------------------------------------ | ----------------------------- | -------- | ----- |
| ۲۰۱۲ | جایزه لیو                  | بهترین بازیگر نقش مکمل زن در سریال‌های درام                         | دختران بمب‌ساز                 | نامزدشده | [ ۱ ] |
| ۲۰۱۳ | جایزه لیو                  | بهترین بازیگر نقش مکمل زن در سریال‌های درام                         | دختران بمب‌ساز                 | برنده    | [ ۲ ] |
| ۲۰۱۵ | جایزه هنرهای تصویری کانادا | بهترین اجرای بازیگر زن در نقش مکمل ویژه در یک برنامه یا سریال درام | دختران بمب‌ساز: مواجهه با دشمن | برنده    | [ ۳ ] |
| ۲۰۱۶ | جایزه لیو                  | بهترین بازیگر نقش اول زن در فیلم سینمایی                           | دین‌دار                        | برنده    | [ ۴ ] |